# Jowtscho Jowtschew
Jowtscho Jowtschew (bulgarisch Йовчо Йовчев, * 27. März 1991) ist ein bulgarischer Straßenradrennfahrer.
Jowtscho Jowtschew gewann 2007 bei den Balkan Championships im albanischen Korça in der Jugendklasse die Bronzemedaille im Einzelzeitfahren und Gold im Straßenrennen. Im nächsten Jahr war er in der Juniorenklasse beim Einzelzeitfahren erfolgreich und holte sich im Straßenrennen die Silbermedaille. 2009 gewann er auch das Straßenrennen der Junioren. Jowtschew startete auch in Einer- und Mannschaftsverfolgung auf der Bahn.
Ab 2010 fuhr Jowtschew  in drei verschiedenen Profi-Mannschaften. 2011 entschied er den Giro delle Valli Aretine für sich, wurde anschließend positiv auf Ephedrin getestet und für drei Monate gesperrt. Am Ende der Saison 2012 beendete er seine Radsportlaufbahn.

## Erfolge
2010
- eine Etappe Rumänien-Rundfahrt

2011
- eine Etappe Rumänien-Rundfahrt

2012
- eine Etappe Bulgarien-Rundfahrt

## Teams
- 2010 Hemus 1896-Vivelo
- 2011 Cycling Team Friuli
- 2012 Amore & Vita
- 2017 Amore & Vita-Selle SMP-Fondriest